# Fußball-Weltmeisterschaft 1990/Gruppe F
| Pl.                                      | Land        | Sp. | S | U | N | Tore    | Diff. | Punkte |
| ---------------------------------------- | ----------- | --- | - | - | - | ------- | ----- | ------ |
| 1.                                       | England     | 3   | 1 | 2 | 0 | 002:100 | +1    | 04:20  |
| 2.                                       | Irland *    | 3   | 0 | 3 | 0 | 002:200 | ±0    | 03:30  |
| 3.                                       | Niederlande | 3   | 0 | 3 | 0 | 002:200 | ±0    | 03:30  |
| 4.                                       | Ägypten     | 3   | 0 | 2 | 1 | 001:200 | −1    | 02:40  |
| Irland durch Losentscheid Gruppenzweiter |             |     |   |   |   |         |       |        |

Gruppe F der Fußball-Weltmeisterschaft 1990:

## England – Irland 1:1 (1:0)
| England                                                           | England | Irland | Irland |
| ----------------------------------------------------------------- | --- | --- | ------ |
| England                                                           | \| 1. Spieltag \| \| Montag, 11. Juni 1990 um 21:00 Uhr in Cagliari (Stadio Sant’Elia) \| \| Zuschauer: 35.238 \| \| Schiedsrichter: Aron Schmidhuber ( BR Deutschland) \| \| Spielbericht \|                                    | \| 1. Spieltag \| \| Montag, 11. Juni 1990 um 21:00 Uhr in Cagliari (Stadio Sant’Elia) \| \| Zuschauer: 35.238 \| \| Schiedsrichter: Aron Schmidhuber ( BR Deutschland) \| \| Spielbericht \|                                | Irland |
| England                                                           | Peter Shilton – Gary Stevens, Des Walker, Terry Butcher, Stuart Pearce – Chris Waddle, Paul Gascoigne, Bryan Robson , John Barnes – Gary Lineker (83. Steve Bull), Peter Beardsley (69. Steve McMahon) Cheftrainer: Bobby Robson | Pat Bonner – Chris Morris, Mick McCarthy , Kevin Moran, Steve Staunton – Ray Houghton, Paul McGrath, Andy Townsend, Kevin Sheedy – Tony Cascarino, John Aldridge (64. Alan McLoughlin) Cheftrainer: Jack Charlton ( England) | Irland |
| England                                                           | 1:0 Lineker (9.) | 1:1 Sheedy (73.) | Irland |
| England                                                           | McMahon (75.) | | Irland |
| 1. Spieltag                                                       | | |        |
| Montag, 11. Juni 1990 um 21:00 Uhr in Cagliari (Stadio Sant’Elia) | | |        |
| Zuschauer: 35.238                                                 | | |        |
| Schiedsrichter: Aron Schmidhuber ( BR Deutschland)                | | |        |
| Spielbericht                                                      | | |        |

## Niederlande – Ägypten 1:1 (0:0)
| Niederlande                                                          | Niederlande | Ägypten | Ägypten |
| -------------------------------------------------------------------- | --- | --- | ------- |
| Niederlande                                                          | \| 1. Spieltag \| \| Dienstag, 12. Juni 1990 um 21:00 Uhr in Palermo (Stadio La Favorita) \| \| Zuschauer: 33.288 \| \| Schiedsrichter: Emilio Soriano Aladrén ( Spanien) \| \| Spielbericht \|                                                          | \| 1. Spieltag \| \| Dienstag, 12. Juni 1990 um 21:00 Uhr in Palermo (Stadio La Favorita) \| \| Zuschauer: 33.288 \| \| Schiedsrichter: Emilio Soriano Aladrén ( Spanien) \| \| Spielbericht \|                                                         | Ägypten |
| Niederlande                                                          | Hans van Breukelen – Ronald Koeman – Berry van Aerle, Graeme Rutjes, Adri van Tiggelen – Gerald Vanenburg (46. Wim Kieft), Jan Wouters, Frank Rijkaard, Erwin Koeman (69. Richard Witschge) – Ruud Gullit , Marco van Basten Cheftrainer: Leo Beenhakker | Ahmed Shobair – Hany Ramzy – Ibrahim Hassan, Hesham Yakan, Rabie Yassin – Magdi Abdelghani, Ahmed Ramzy (69. Adel Abdelrahman), Gamal Abdel-Hamid (69. Magdy Tolba), Ismaïl Youssef – Hossam Hassan, Ahmad Abdou El-Kass Cheftrainer: Mahmoud El-Gohary | Ägypten |
| Niederlande                                                          | 1:0 Kieft (58.) | 1:1 Abdelghani (83., Foulelfmeter) | Ägypten |
| Niederlande                                                          | Kieft (58.) | Ahmed Ramzy (55.) | Ägypten |
| 1. Spieltag                                                          | | |         |
| Dienstag, 12. Juni 1990 um 21:00 Uhr in Palermo (Stadio La Favorita) | | |         |
| Zuschauer: 33.288                                                    | | |         |
| Schiedsrichter: Emilio Soriano Aladrén ( Spanien)                    | | |         |
| Spielbericht                                                         | | |         |

## England – Niederlande 0:0 (0:0)
| England                                                            | England | Niederlande | Niederlande |
| ------------------------------------------------------------------ | --- | --- | ----------- |
| England                                                            | \| 2. Spieltag \| \| Samstag, 16. Juni 1990 um 21:00 Uhr in Cagliari (Stadio Sant’Elia) \| \| Zuschauer: 35.267 \| \| Schiedsrichter: Zoran Petrović ( Jugoslawien) \| \| Spielbericht \|                                | \| 2. Spieltag \| \| Samstag, 16. Juni 1990 um 21:00 Uhr in Cagliari (Stadio Sant’Elia) \| \| Zuschauer: 35.267 \| \| Schiedsrichter: Zoran Petrović ( Jugoslawien) \| \| Spielbericht \|                                              | Niederlande |
| England                                                            | Peter Shilton – Terry Butcher, Mark Wright, Des Walker – Paul Parker, Chris Waddle (58. Steve Bull), Paul Gascoigne, Bryan Robson (64. David Platt), Stuart Pearce – Gary Lineker, John Barnes Cheftrainer: Bobby Robson | Hans van Breukelen – Ronald Koeman – Berry van Aerle, Frank Rijkaard, Adri van Tiggelen – John van ’t Schip (74. Wim Kieft), Ruud Gullit , Jan Wouters, Richard Witschge – Marco van Basten, Hans Gillhaus Cheftrainer: Leo Beenhakker | Niederlande |
| 2. Spieltag                                                        | | |             |
| Samstag, 16. Juni 1990 um 21:00 Uhr in Cagliari (Stadio Sant’Elia) | | |             |
| Zuschauer: 35.267                                                  | | |             |
| Schiedsrichter: Zoran Petrović ( Jugoslawien)                      | | |             |
| Spielbericht                                                       | | |             |

## Irland – Ägypten 0:0 (0:0)
| Irland                                                              | Irland | Ägypten | Ägypten |
| ------------------------------------------------------------------- | --- | --- | ------- |
| Irland                                                              | \| 2. Spieltag \| \| Sonntag, 17. Juni 1990 um 17:00 Uhr in Palermo (Stadio La Favorita) \| \| Zuschauer: 33.288 \| \| Schiedsrichter: Marcel Van Langenhove ( Belgien) \| \| Spielbericht \|                                                  | \| 2. Spieltag \| \| Sonntag, 17. Juni 1990 um 17:00 Uhr in Palermo (Stadio La Favorita) \| \| Zuschauer: 33.288 \| \| Schiedsrichter: Marcel Van Langenhove ( Belgien) \| \| Spielbericht \|                                                         | Ägypten |
| Irland                                                              | Pat Bonner – Chris Morris, Mick McCarthy , Kevin Moran, Steve Staunton – Ray Houghton, Paul McGrath, Andy Townsend, Kevin Sheedy – Tony Cascarino (84. Niall Quinn), John Aldridge (64. Alan McLoughlin) Cheftrainer: Jack Charlton ( England) | Ahmed Shobair – Hany Ramzy – Ibrahim Hassan, Hesham Yakan, Rabie Yassin – Ismaïl Youssef, Magdi Abdelghani, Magdy Tolba (60. Taher Abouzaid), Osama Oraby – Hossam Hassan, Ahmad Abdou El-Kass (76. Gamal Abdel-Hamid) Cheftrainer: Mahmoud El-Gohary | Ägypten |
| Irland                                                              | Morris (51.) | Ahmed Shobair (72.) | Ägypten |
| 2. Spieltag                                                         | | |         |
| Sonntag, 17. Juni 1990 um 17:00 Uhr in Palermo (Stadio La Favorita) | | |         |
| Zuschauer: 33.288                                                   | | |         |
| Schiedsrichter: Marcel Van Langenhove ( Belgien)                    | | |         |
| Spielbericht                                                        | | |         |

## England – Ägypten 1:0 (0:0)
| England                                                               | England | Ägypten | Ägypten |
| --------------------------------------------------------------------- | --- | --- | ------- |
| England                                                               | \| 3. Spieltag \| \| Donnerstag, 21. Juni 1990 um 21:00 Uhr in Cagliari (Stadio Sant’Elia) \| \| Zuschauer: 34.959 \| \| Schiedsrichter: Kurt Röthlisberger ( Schweiz) \| \| Spielbericht \|                                | \| 3. Spieltag \| \| Donnerstag, 21. Juni 1990 um 21:00 Uhr in Cagliari (Stadio Sant’Elia) \| \| Zuschauer: 34.959 \| \| Schiedsrichter: Kurt Röthlisberger ( Schweiz) \| \| Spielbericht \|                                                              | Ägypten |
| England                                                               | Peter Shilton – Paul Parker, Des Walker, Mark Wright, Stuart Pearce – Chris Waddle (86. David Platt), Paul Gascoigne, Steve McMahon, John Barnes – Gary Lineker, Steve Bull (84. Peter Beardsley) Cheftrainer: Bobby Robson | Ahmed Shobair – Hany Ramzy – Ibrahim Hassan, Hesham Yakan, Rabie Yassin – Magdi Abdelghani, Ahmed Ramzy, Gamal Abdel-Hamid (77. Adel Abdelrahman), Ismaïl Youssef – Hossam Hassan, Ahmad Abdou El-Kass (77. Tarek Soliman) Cheftrainer: Mahmoud El-Gohary | Ägypten |
| England                                                               | 1:0 Wright (58.) | | Ägypten |
| England                                                               | Beardsley (88.) | Abdelghani (36.), Ibrahim Hassan (48.) | Ägypten |
| 3. Spieltag                                                           | | |         |
| Donnerstag, 21. Juni 1990 um 21:00 Uhr in Cagliari (Stadio Sant’Elia) | | |         |
| Zuschauer: 34.959                                                     | | |         |
| Schiedsrichter: Kurt Röthlisberger ( Schweiz)                         | | |         |
| Spielbericht                                                          | | |         |

## Irland – Niederlande 1:1 (0:1)
| Irland                                                                 | Irland | Niederlande | Niederlande |
| ---------------------------------------------------------------------- | --- | --- | ----------- |
| Irland                                                                 | \| 3. Spieltag \| \| Donnerstag, 21. Juni 1990 um 21:00 Uhr in Palermo (Stadio La Favorita) \| \| Zuschauer: 33.288 \| \| Schiedsrichter: Michel Vautrot ( Frankreich) \| \| Spielbericht \|                                                 | \| 3. Spieltag \| \| Donnerstag, 21. Juni 1990 um 21:00 Uhr in Palermo (Stadio La Favorita) \| \| Zuschauer: 33.288 \| \| Schiedsrichter: Michel Vautrot ( Frankreich) \| \| Spielbericht \|                                                         | Niederlande |
| Irland                                                                 | Pat Bonner – Chris Morris, Mick McCarthy , Kevin Moran, Steve Staunton – Ray Houghton, Paul McGrath, Andy Townsend, Kevin Sheedy (62. Ronnie Whelan) – John Aldridge (62. Tony Cascarino), Niall Quinn Cheftrainer: Jack Charlton ( England) | Hans van Breukelen – Ronald Koeman – Berry van Aerle, Frank Rijkaard, Adri van Tiggelen – Jan Wouters, Ruud Gullit , Richard Witschge (58. Henk Fräser), Wim Kieft (78. John van Loen) – Marco van Basten, Hans Gillhaus Cheftrainer: Leo Beenhakker | Niederlande |
| Irland                                                                 | 1:1 Quinn (71.) | 0:1 Gullit (10.) | Niederlande |
| Irland                                                                 | Rijkaard (43.) | | Niederlande |
| 3. Spieltag                                                            | | |             |
| Donnerstag, 21. Juni 1990 um 21:00 Uhr in Palermo (Stadio La Favorita) | | |             |
| Zuschauer: 33.288                                                      | | |             |
| Schiedsrichter: Michel Vautrot ( Frankreich)                           | | |             |
| Spielbericht                                                           | | |             |